# فيولا أورجانيستا

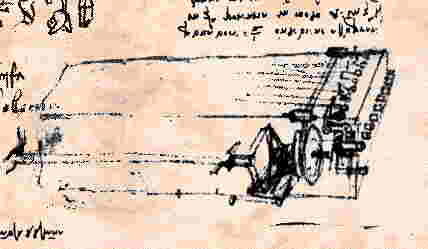
فيولا أورجانيستا (مخطوطة أتلانتيكس ، 1488–1489)

عازف الكمان هو آلة موسيقية من تصميم ليوناردو دا فينشي. يستخدم حزام الاحتكاك ليهتز أوتارًا فردية (على غرار كيفية إنتاج الكمان للأصوات)، مع تحديد الأوتار بالضغط على المفاتيح الموجودة على لوحة المفاتيح (على غرار الجهاز). أثار تصميم ليوناردو اهتمام صانعي الأدوات لأكثر من 400 عامًا، ولكن على الرغم من إنشاء أدوات مماثلة، لا يُعرف أي صك موجود تم بناؤه مباشرة من تصميمات ليوناردو غير المكتملة. في بعض الأحيان يشار إليها بالخطأ باسم آلة القيثارة، وهي أداة مختلفة.

## وصف
صمم ليوناردو العديد من النماذج المختلفة والمعقدة للفيولا أورجانيستا، كما تم الحفاظ عليها في دفاتر ملاحظاته من 1488-1489 وفي الرسومات في مخطوطة أتلانتيكس ومخطوطة «حاء».
في النموذج الأول، تم تحقيق احتكاك الأوتار بواسطة قوس ميكانيكي يسير بشكل جانبي. تميز النموذج الثاني بعجلة دوارة واحدة، مماثلة لتلك التي كانت موجودة في السابق في عجلة الحيلة، للعب الأوتار. يختلف الأمر في أن الجوردي لديه عدد قليل من الأوتار التي تكون على اتصال دائم بالعجلة، بدلاً من عدد أكبر من الأوتار التي يمكن إنزالها على العجلة. يمتلك الجواد السريع صندوق مفاتيح يحتوي على ظل يغير نغمات الأوتار، مثل وضع الأصابع على أوتار الكمان. سمح ابتكار ليوناردو بلوحة مفاتيح بآلية خفض للعب النوتات الفردية، بمفردها أو في أوتار معينة محددة على نطاق واسع من الملاعب.
تم التخلي عن مفهومي القوس الميكانيكي والعجلة الدوارة لصالح نموذج ثالث ونهائي. كانت الفكرة الرئيسية لهذا التصميم هي استخدام عجلة واحدة أو أكثر، تدور باستمرار، كل منها يسحب القوس المتعرج، بدلاً من ذلك مثل حزام مروحة في محرك السيارات، وعمودي على أوتار الآلة. يتم دفع الأوتار إلى أسفل في القوس بفعل المفاتيح، مما يجعل القوس المتحرك يبدو صوتًا في الوتر. في أحد التصميمات، تم عزف السلاسل بالظل، بحيث كان هناك مفاتيح أكثر من السلاسل (ستُشغَّل ملاحظات متعددة، على سبيل المثال C و C # ، على سلسلة واحدة). في تصميم آخر، كان لكل ملاحظة سلسلة خاصة بها.
يُظهر تصميم ليوناردو أداة مربعة غامضة على شكل القيثارة مع عجلة مقوسة باليد، وعدد غير محدد من الأوتار أو المفاتيح.

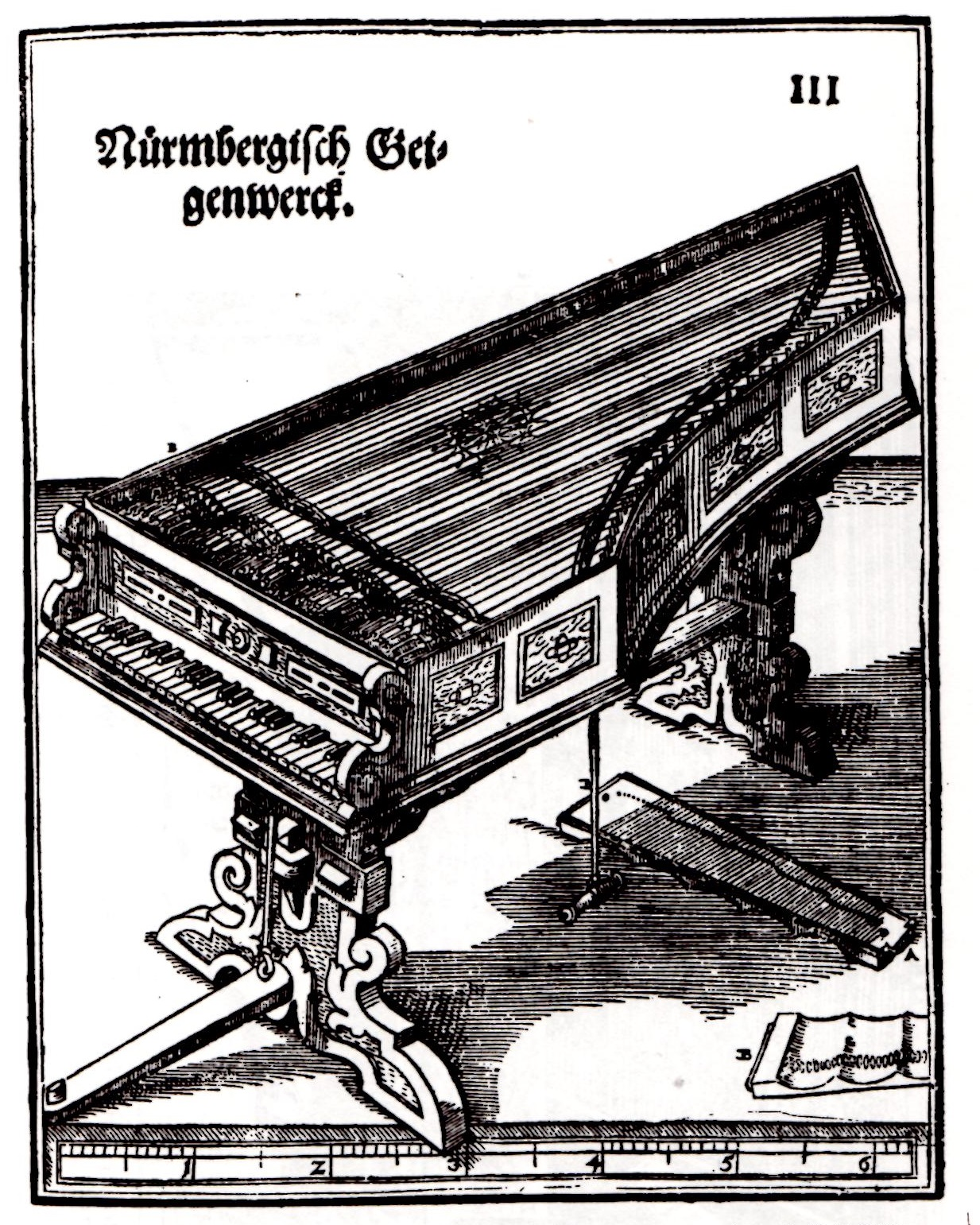
- النقش من سينتاجما ميوزيكوم من قبل مايكل برايتوريوس (1620)

أول أداة معروفة تم إنشاؤها بالفعل باستخدام مفهوم ليوناردو، هي هانز هايدن عام 1575. في حين أن المفهوم هو نفسه، فإن التصميم مختلف جدًا؛ كانت الإصدارات الحديثة من الأداة تعتمد إلى حد ما على تصميم هايدن. يظهر نقش كلافيير انحنى من عام 1620 أداة حول مكانة وشكل القيثارة (أي شكل بيانو بجوانب مسطحة وزوايا صلبة). يبدو أن لوحة المفاتيح اللونية بالكامل تحتوي على 44 مفتاحًا، تمتد حوالي ثلاثة أوكتاف ونصف من انخفاض E إلى ارتفاع B. (انظر الشكل التوضيحي) تتوافق مجموعة لوحة المفاتيح هذه مع القيثارات اليوم، على الرغم من أن لوحات مفاتيح القيثارة تبدأ عادةً انخفاض C أو انخفاض F. لا يمكن تحديد عدد السلاسل بشكل مباشر، ولكن التصميم يتضمن سلسلة واحدة لكل مفتاح، أو 44 سلسلة.
في النقش يبدو أن هناك خمس عجلات القوس في الصك، ودواسة القدم، ويفترض أن تدير العجلات. مقياس أسفل الرسم يحتوي على أرقام من واحد إلى ستة؛ إذا افترضت أن هذه تشير إلى القدمين ، فإن الأداة تزيد قليلاً عن 6 أقدام، وهو مرة أخرى مقياس يتماشى مع قيثارات اليوم. لم يتم تحديد الضبط الفعلي للأداة، ولكن نظرًا لعدد المفاتيح وحجم الأداة، فمن المحتمل أن يمتد من حوالي E2 إلى B5. تم إنتاج الاختلافات في هذا التصميم على مدى القرون الأربعة الماضية، مع مجموعة متنوعة، وعدد المفاتيح، وعدد عجلات القوس. 

## أعمال بناء
من غير المعروف ما إذا كان ليوناردو قد بنى نموذجًا أوليًا لهذا الصك. أول أداة مماثلة تم إنشاؤها في الواقع كانت الكمان المنحني عام 1575 من قبل هانز هايدن، مخترع الأدوات الألماني. ومع ذلك، فإن الكمان المنحني لا يعتمد على تصميمات ليوناردو. تستخدم العديد من عجلات الاحتكاك بدلاً من حزام الاحتكاك لتهتز الأوتار، وتتطلب من شخصين تشغيلها: واحدة لتدير الكرنك لتحريك العجلات الوردية في الحركة، والأخرى لتشغيل المفاتيح. 
قام جورج غاندي، وهو عازف في إلميناو، ببناء أداة مماثلة مع بعض التحسينات في عام 1709 ووصفها بانها بيانو . في عام 1741، قام مخترعان - لو فوير في باريس وهولفيلد في برلين - ببناء نسخ مستقلة من بيانو منحني، على غرار تصميم هيدن. في 1754، تمت إضافة غطاء شعر الخيل إلى عجلات البيانو المنحنى، والذي أطلق عليه اسم بيانو فيولا دا غامبا . استمر صانعو الأجهزة الأخرى في تحسين التصميم خلال الفترة المتبقية من القرن الثامن عشر وحتى أوائل القرن التاسع عشر، على الرغم من أنه لم ينتشر على نطاق واسع أو شائع.
ظلت هذه الأدوات في المقام الأول فضول المتحف حتى بدأ عدد قليل من بناة الأدوات الحديثة في الاهتمام بإنشاء عمليات إعادة بناء الكمان المنحني ، لكنهم أطلقوا عليها فيولا أورجانيستا . قامأكيو أوبوتشي ببناء العديد من الأدوات في وقت مبكر من عام 1993. في عام 2004، تم استخدام واحد منهم في حفل موسيقي في جنوة، إيطاليا.
في عام 2013، أكملت زوبريتسكي، سلافومير بببناء نسخة طبق الأصل حديثة أخرى من الكمان المنحني وسماها أيضاً فيولا أورجانيستا ولعبتها في الأداء في أكاديمية الموسيقى في كراكوف. تحتوي أداة «زوبرزيكي» على أربع عجلات انحناءة (تدور بواسطة دواسة قدم يشغلها اللاعب)، و 49 مفتاحًا، ونطاقًا يمتد من F1 إلى F5. في عام 2015، ضم الموسيقي بيورك هذه الآلة - كما لعب زوبريتسكي- في تسجيل لأغنية "Black Lake" لألبوم Vulnicura Strings.
أداة حديثة أخرى مماثلة في المفهوم، إن لم يكن التصميم، هي عجلة القيادة ، التي أنشأها جون جونز وميتشل مانجر في عام 2013، وظهرت لأول مرة في عرض NAMM في ذلك العام، في أنهايم، كاليفورنيا.

## روابط خارجية
- إعادة بناء Akio Obuchi كما هو مستخدم في جنوة
- موسيقي بولندي يصنع نسخة طبق الأصل من أغنية viola organista من دافنشي
- عزف فيولا من صنع S byawomir Zubrzycki